# Уоррен, Брэнч
Уильям Брэнч Уоррен (англ. Branch Warren; род. 28 февраля 1975 года, Тайлер, Техас, США) — профессиональный культурист IFBB, победитель и призёр многих международных соревнований.

## Биография
Уоррен родился 28 февраля 1975 года в Тайлере, Техас. Впервые Уоррен выступил в 1992 году — он выиграл юношеский турнир AAU Teenage Mr. America. Потом были соревнования NPC Teenage Nationals, в которых он также заполучил победу. Первый турнир в профессиональном бодибилдинге IFBB — Ночь Чемпионов 2004, где он занял 8 место. На первой своей Олимпии в 2005 Брэнч также занял 8-е место. На первом Arnold Classic в 2006 году атлет получил 2 место.
Брэнч Уоррен является лицом журнала Muscular development. Его партнер по тренировкам — Джонни Джэксон.

## Личная жизнь
Сейчас Уоррен живёт в Келлере, Техас. Чемпион женат на культуристке Триш Уоррен, они с женой — владельцы грузовой компании, которая занимается перевозками по всему миру. Также у Брэнча есть свой тренажёрный зал в Техасе. Спортсмен хорошо общается с Брайаном Добсоном, владельцем Metro Flex gym. Ещё Уоррен является организатором конкурса The Branch Warren Classic (https://web.archive.org/web/20180130061305/http://www.npctexas.org/) под эгидой NPC с 2007 года.
Брэнч — обладатель одного из лучших байков мира, спортсмен создал образ «крутого байкера», чем привлек к себе множество фанатов. Особая гордость этого спортсмена — его фантастические ноги, которые некоторые специалисты считают лучшими в истории бодибилдинга.

## Антропометрические данные
- Рост — 168 см

- Вес соревновательный — 114 кг; в межсезонье до 125 кг

- Бицепс — 55 см

- Бедро — 81 см

- Талия — 100 см

## Достижения
- Арнольд Классик 2012 |    2
- Арнольд Классик 2011 |    2
- Мистер Олимпия 2010 |    3
- Мистер Олимпия 2009 |    2
- Арнольд классик 2009 |     3
- Арнольд классик 2009 |     3 в категории «Максимальная мускулистость»
- Арнольд классик 2008 |     4
- Арнольд классик 2008 |     3 в категории «Максимальная мускулистость»
- Колорадо Про 2007 |    7
- Кейстоун Про 2007 |    4
- Арнольд классик 2007 |    7
- Нью-Йорк Про 2007 |    1
- Мистер Олимпия 2006 |    12
- Гран При Австралия 2006 |   5
- Сан-Франциско Про 2006 |   2
- Арнольд классик 2006 |  2
- Мистер Олимпия 2005 |   8
- Европа Супершоу 2005 |   1
- Шоу Силы Про 2004 |   4
- Ночь чемпионов 2004 |   8
- Нашионалс 2001 |   1 в категории Тяжелый вес
- Чемпионат США 2000 |   3 в категории Тяжелый вес
- Джуниор Нашионалс 1999 |   4 в категории Тяжелый вес